# Brahmanbaria Sadar
Brahmanbaria Sadar (en bengali : ব্রাহ্মণবাড়িয়া সদর) est une upazila du Bangladesh dans le district de Brahmanbaria. En 1991, on y dénombrait 659 449 habitants.